# Стегозаври
Стегозаврите (Stegosaurus) са род тревопасни динозаври от семейство Stegosauridae, живели през късния юрски период, между 156 и 140 млн. години преди новата ера. Размерите на стегозавъра са от 7 до 9 m дължина и 4 – 4,5 m височина. Теглото му е около 2 – 3 тона. Отличителните характеристики на стегозавъра са двата реда костни плочи на гърба и шиповета на опашката, достигащи 60 cm дължина. Плочите на гърба му служат за регулиране на телесната температура, а шиповете на опашката са единствената отбрана и защита срещу хищниците, защото поради големината и особеното устройство на тялото той не е бил способен да бяга. Мозъкът му е един от най-малките сред всички динозаври, с големина на орех. Фосили на стегозавър са открити през 2006 г. в Португалия, което показва, че се е срещал и в Европа. Първите фосили са намерени в Северна Америка и по-специално Уайоминг, Колорадо и Юта през 1877 г. Стегозаврите вероятно са поглъщали камъни, за да подпомагат храносмилането в стомаха.